# Јожеф Гелеи
Јожеф Гелеи  (Кунмадараш, 29. јун 1938) бивши је мађарски професионални фудбалер и тренер.

## Каријера

### Играчка каријера
Гелеи, који је играо као голман, играо је омладински фудбал са МТК-ом пре него што је постао професионалац 1957. године. Такође је играо клупски фудбал са Вашашом и Татабањом.
Гелеи је такође играо на међународном нивоу за Мађарску, представљајући их на Летњим олимпијским играма 1964, европском купу 1964. и ФИФА светском купу 1966. године.

### Тренерска каријера
Након пензионисања као играч, Гелеи је руководио великим бројем клубова у Мађарској. Такође је тренирао индијску репрезентацију.